# DEN 0255-4700
DENIS 0255-4700, ou DEN 0255-4700, é uma anã marrom extremamente fraca localiza a cerca de 16 anos-luz do Sistema Solar no sul da constelação de Eridanus.
A temperatura da fotosfera de DENIS 0255-4700 é estimada em cerca de 1300 K. A sua atmosfera, além de hidrogênio e hélio contém vapor de água, metano e eventualmente amônia. A massa de DENIS 0255-4700 encontra-se na gama desde 25 a 65 massas de Júpiter correspondentes à faixa etária de 0,3 a 10 bilhões de anos.